# Bitay Ilona
Bitay Ilona (Kolozsvár, 1928. november 24. –) magyar művelődéstörténész. Bitay Árpád leánya.

## Életútja
Középiskolát Kolozsvárt végzett, a Bolyai Tudományegyetemen szerzett történelem fő- és latin mellékszakban diplomát. Előbb középiskolai tanár Kolozsvárt, majd 1955-től egyetemi pályára lépett, 1970-től a Babeș-Bolyai Egyetemen tanított. A Studia Universitatis Babeș-Bolyai Series Historica, Acta Musei Napocensis, Korunk munkatársa volt. A Művelődéstörténeti tanulmányok c. gyűjteményes kötet (1979) közölte Christian Schesaeus irodalmi munkásságának magyar vonatkozásai c. tanulmányát.
1991-ben újraindították a Bolyai Szabadegyetem előadássorozatát Kolozsváron, Erdély történelme, művelődéstörténete, irodalomtörténete, néprajza, valamint egyház- és vallástörténet témakörökben. A jeles előadók közt, Bodor András, Jakó Zsigmond, Csucsuja István, Magyari András, Imreh István, Egyed Ákos, Csetri Elek, Kovács András, Murádin Jenő, Benkő András, Szabó György, Székely Erzsébet, Mózes Huba, Egyed Emese, Antal Árpád, Kozma Dezső, Cs. Gyimesi Éva, Kántor Lajos, Erdő János és Buzogány Dezső, ott szerepelt Bitay Ilona.